# Călărași, Botoșani
Călărași là một xã thuộc hạt Botoșani, România. Dân số thời điểm năm 2002 là 3986 người.